# César Pelli
César Pelli (San Miguel de Tucumán, 12 d'octubre de 1926 - 19 de juliol de 2019) fou un arquitecte argentí. És conegut per la seva gran obra, les Torres Petronas, a Kuala Lumpur (Malàisia), torres que van ser les més altes del món des del 1998 fins al 2003 i que encara són les torres bessones més altes del món. Però també ha fet altres obres com la Torre Iberdrola a Bilbao o la Torre de Vidre a Madrid.

## Biografia
Va estudiar arquitectura i es va graduar a la Universitat Nacional de Tucumán el 1948. Posteriorment va començar a treballar al seu país, fins que el 1952 es va traslladar als Estats Units, al costat de la seva esposa l'arquitecta Diana Balmori, on va obtenir la nacionalitat nord-americana. Allí van néixer els seus dos fills: Denis el 1953 i Rafael el 1956. Entre 1964 i 1976 van viure a Los Angeles.
Pelli va ser soci del despatx de Eero Saarinen i posteriorment de Gruen Associates. Va ser degà de la Facultat d'Arquitectura de la Universitat Yale entre 1977 i 1984. Viu a New Haven, Connecticut i dirigeix l'estudi Pelli Clarke Pelli.
La seva obra més famosa són les Torres Petronas, a Kuala Lumpur, Malàisia, que des de 1998 i fins a mitjan 2003 van ser els edificis més alts del món.

## Trajectòria
El 1977, Balmori i Pelli s'havien radicat a New Haven, on al costat de Fred Clarke van formar l'estudi César Pelli and Associates. L'estudi va començar amb un encàrrec de gran rellevància: el multipremiat projecte per a la renovació de MoMA de Nova York. En els anys següents l'estudi creix amb el World Financial Center i el Winter Garden en Battery Park. Est consisteix en quatre torres i una plaça pública oberta. L'estudi va obtenir la medalla d'Or de la AIA a la signatura de l'any el 1989. Balmori deixa l'empresa el 1990 a la qual avui està integrat el seu fill Rafael.
L'any 2006, va liderar el projecte del Costanera Center, l'edifici més gran de Sud-amèrica i l'edifici comercial més gran d'Iberoamèrica, situat a Santiago, Xile.
A Madrid es va construir un altre disseny seu: La Torre de Vidre, un dels quatre gratacels que es van aixecar en el complex empresarial Cuatro Torres Business Area. Té una altura de 249 metres sobre rasant, i és l'edifici més alt d'Espanya, segons les dades de Council on Tall Buildings and Urban Habitat (CTBUH), i es va acabar l'any 2007.
A més, César Pelli es va fer càrrec de la construcció de la Torre Iberdrola a Bilbao, l'edifici més alt del País Basc. També ha dissenyat el projecte de la Torre Sevilla (Sevilla), un gratacel de 178 metres i 43 plantes, la construcció de les quals avança a bon ritme després de començar amb notable retard. És actualment però encara en construcció l'edifici més alt de la ciutat de Sevilla i d'Andalusia.
El 2011 va continuar la construcció de Torre Mitikah a la Ciutat de Mèxic el seu tercer projecte a la ciutat després de St. Regis Hotel & Residences. Aquest és potser el projecte més important de l'arquitecte en Llatinoamèrica, que serà el gratacel més alt d'aquesta zona i de Mèxic a nivell nacional i regional. Té en construcció el Campus de la Universitat Empresarial Segle 21, al nord de la ciutat capital de Còrdova, Argentina.

## Obres principals
- 1975, Pacific Design Center (Los Angeles)
- 1997-1998, Torres Petronas, (Kuala Lumpur)
- Centre d'Arts Dramàtiques d'Ohio (Cincinnati)
- Edifici corporatiu de NTT (Tòkio)
- St. Regis Hotel & Residences, (Ciutat de Mèxic)
- 1996, Edifici del Banco República, (Buenos Aires)
- Museu d'Art Loeb, Universitat Vassar (Nova York)
- Torres Gemelas de Polanco, (Ciutat de Mèxio)
- Centre d'Arts Dramátiques (Charlotte)
- Cheung Kong Center Tower (Hong Kong)
- 1991, One Canada Square, (Londres)
- Museu Mattatuck de Waterbury (Connecticut)
- Edifici Herring, Universitat Rice (Houston)
- World Financial Center (Nova York)
- Torre residencial, Museu d'Art Modern (Nova York)
- Ambaixada dels EUA. (Tòkio)
- 2001, Torre BankBoston (Buenos Aires)
- 1997-2003, International Finance Center, (Hong Kong)
- 2004, Campus Universitari Siglo 21, (Córdoba)
- Cira Center (Filadèlfia)
- Ajuntament de San Bernardino (Califòrnia)
- Habitatges Kukai Gardens (Honolulu)
- Laboratoris COMSAT (Clarksburg, Maryland)
- Centre postal Worldway (Los Ángeles)
- 2006, Adrianne Arsht Center of the Performing Arts (ex Carnival Center) Miami
- 2008, Torre de Cristal (Madrid)
- 2005-2009 Torre YPF, (Buenos Aires)
- 2006-2015, Gran Torre Santiago, Costanera Center, (Santiago de Xile)
- 2006, Centre Cultural Universitari, (en construcció, Guadalajara, Mèxic)
- 2007-2011, Torre Iberdrola, (Bilbao)
- 2007-2013, Torre Sevilla, (Sevilla)
- CityCenter; ARIA Resort & Casino (Las Vegas, Estats Units)
- Centre Overture per les Arts Madison (Wisconsin) Estats Units
- 2008-2014, Torre Mitikah, en construcció, (Ciutat de Mèxic).
- 2009-2010, Torre Chiapas, (Tuxtla Gutiérrez, Mèxic).
- 2009-2014, Projecte Porta Nuova, (Milà).
- Mirador del Valle, (en projecte Argentina).Plantilla:Cr
- Maral Explanda, (en construcció Mar del Plata, Argentina)

## Galeria

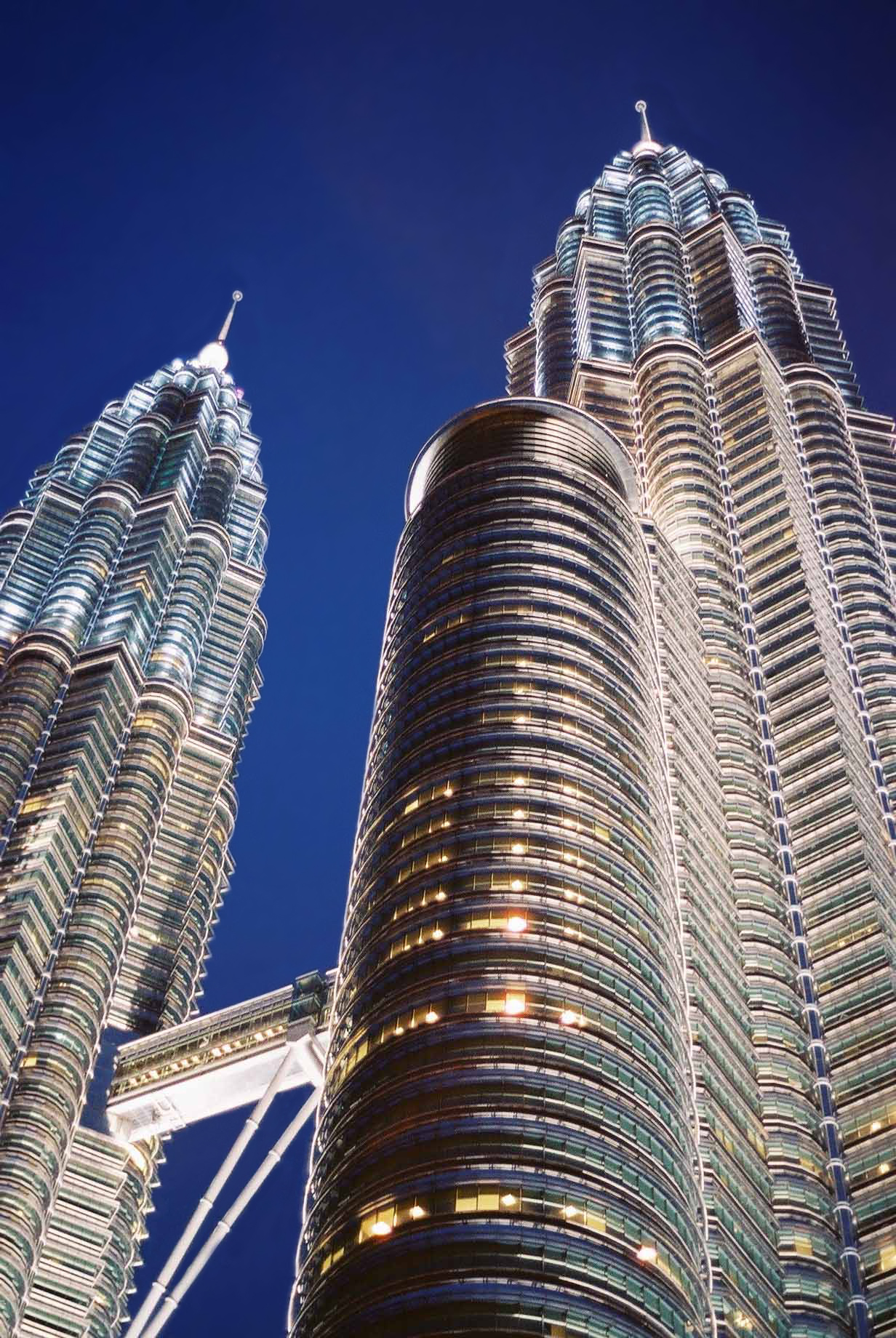
Les Torres Petronas de Kuala Lumpur, Malàisia.
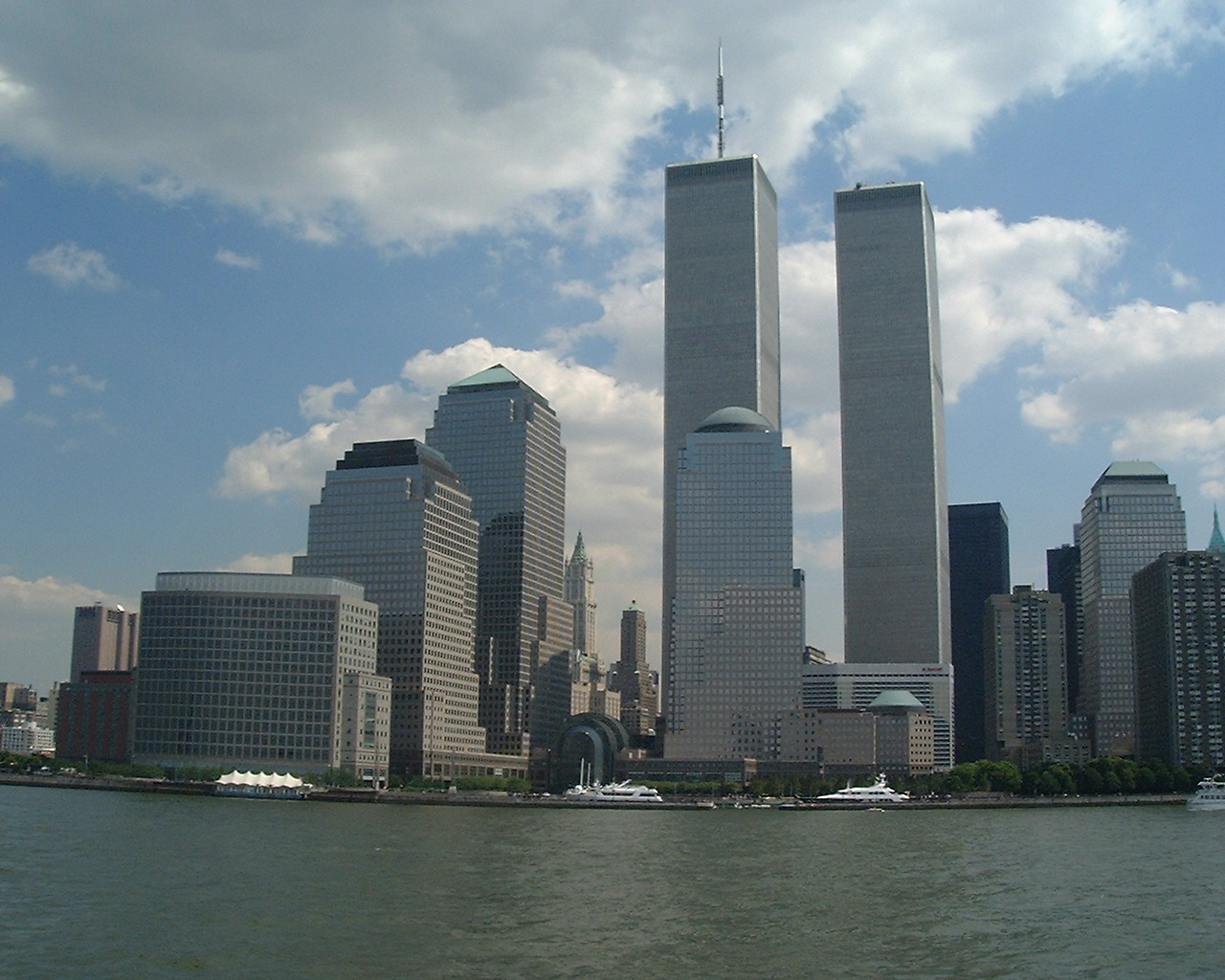
El World Financial Center, abans dels atemptats de l'11 de setembre de 2001 als Estats Units.
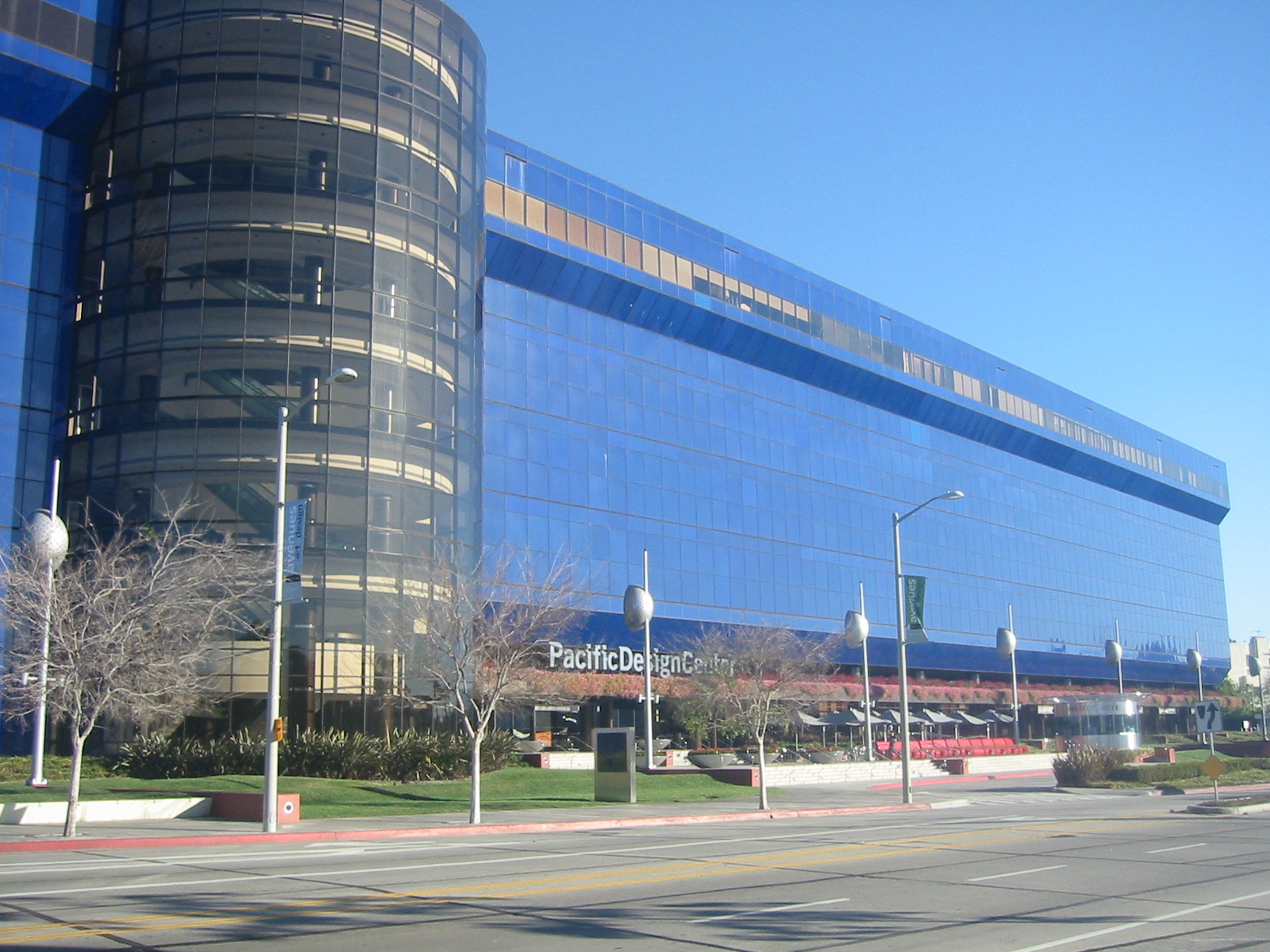
Pacific Design Center als Estats Units.
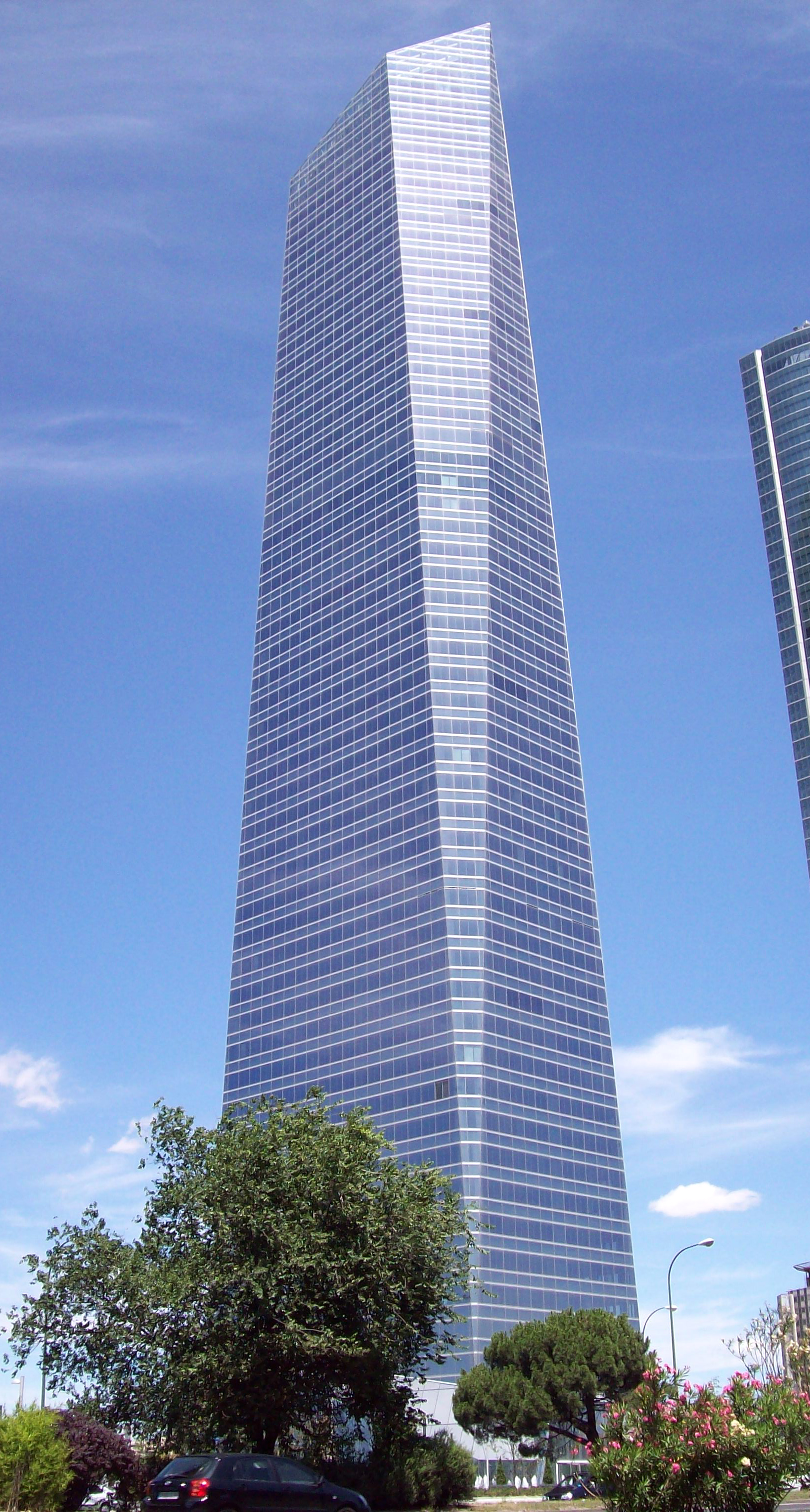
Torre de Cristal a Madrid.
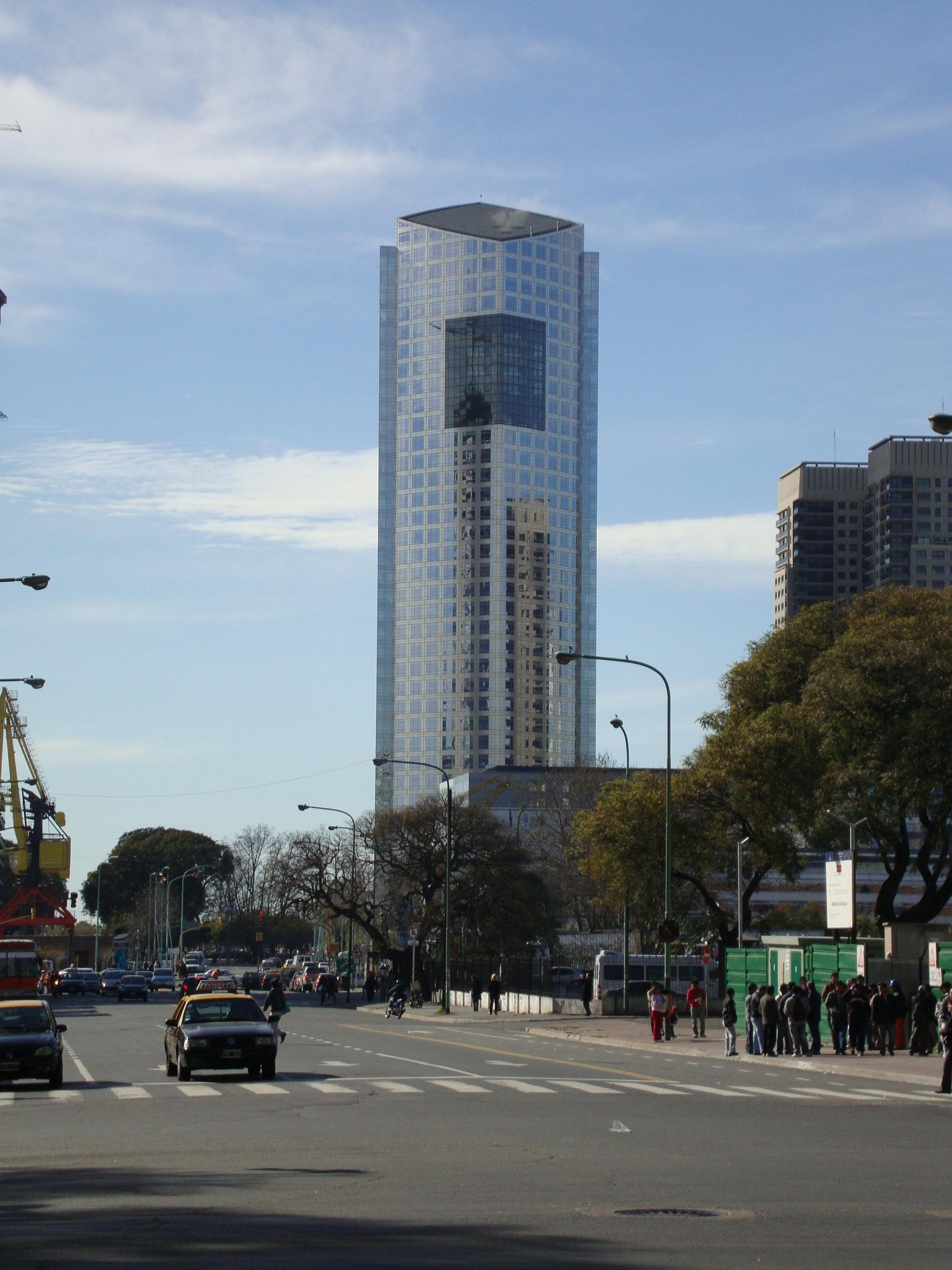
Torre YPF a l'Argentina.

## Reconeixements
El 2006 rep el Premi a la Vida i Obra, guardó atorgat pel Premi Obres Cemex. El 2012 la Fundació Konex li va atorgar el Premi Konex de Brillant com la figura més rellevant de les Arts Visuals de l'Argentina de la dècada.
Ha estat distingit amb la medalla d'or de l'Institut Estatunidenc d'Arquitectes (The American Institute of Architects, AIA).